# Ducado de Berg
O Ducado de Berg (em alemão:  Herzogtum Berg) foi um estado histórico – originalmente um condado, posteriormente um ducado, na região alemã da Renânia. Sua capital era Dusseldórfia (Düsseldorf). Ele existiu do início do século XII até ao século XIX.

## História

### Origens
Os Condes de Berg emergiram em 1101 como um ramo cadete da dinastia de Ezzonen, que consegue traçar as suas origens até ao século IX, durante o Reino da Lotaríngia, tornando-se no século XI, na mais poderosa dinastia na região do Baixo Reno.
Em 1160, o território subdivide-se em duas partes, uma das quais veio-se a tornar o Condado de Mark, que,  no Século XVI, regressaria à posse desta linhagem. Em 1280 os condes mudaram a sua corte do Castelo de Burg (Schloss Burg), nas margens do rio Wupper, para a cidade de Düsseldorf. O mais poderoso dos governantes inciais de Berg, Engelberto II de Berg, morreu assassinado em 7 de novembro de 1225. O conde Adolfo VIII de Berg lutou pelo lado vitorioso na Batalha de Worringen contra o Ducado de Gueldres, em 1288.
O poder de Berg cresceu no século XIV. O Condado de Jülich unido ao Condado de Berg em 1348, e, em 1380, o imperador Venceslau elevou os condes de Berg à dignidade de duques, o que originou o Ducado de Jülich-Berg.

### Problemas sucessórios
Em 1509, João III, Duque de Cleves,fez um casamento estratégico com Maria de Jülich-Berg, filha de Guilherme IV de Jülich-Berg, que se tornou herdeira do património do pai: os Ducados de Jülich e de Berg e o Condado de Ravensberg.

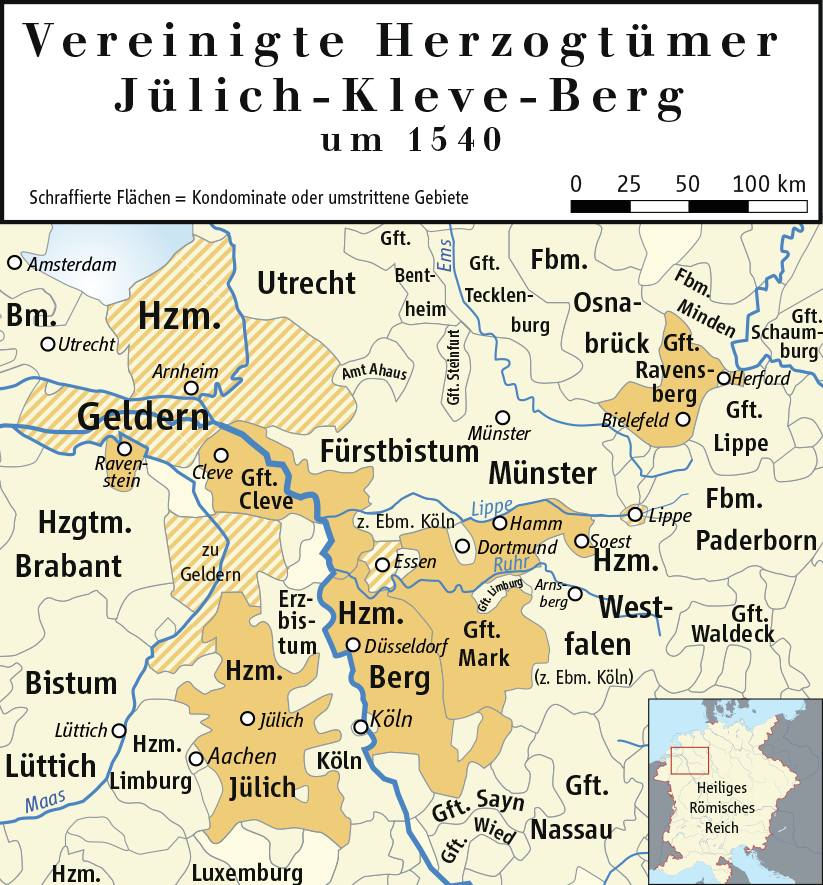
Mapa dos Ducados Unidos de Jülich-Cleves-Berg (ca. 1540)

De acordo com a Lei Sálica vigente no  Sacro Império Romano-Germânico implicavam que o património passasse para o marido da herdeira masculina.
Com a morte do pai em 1521, os duques de Jülich-Berg extinguiram-se, e os seus bens passaram para o governo do Duque de Cleves, João III, juntando-se ao património que este já detinha, isto é, o Condado de Mark e o Ducado de Cleves. Como resultado, surgiu uma nova entidade, os Ducados Unidos de Jülich-Cleves-Berg, que controlava um território que correspondia, grosso-modo ao atual estado da Renânia do Norte-Vestfália, se excetuarmos os estados eclesiásticos do Eleitorado de Colónia e do Bispado de Münster.
Contudo, a nova dinastia ducal também se extingui em 1609, ano em que o último duque morreu louco. Esta situação originou uma longa disputa sob a sucessão  até que, em 1614, foi decidida a partilha dos territórios: o Duque Palatino de Neuburgo, que se convertera ao Catolicismo, recebeu Jülich e Berg; João Segismundo, Eleitor de Brandemburgo, que também se veio a tornar Duque da Prússia, recebeu Ckeves e Mark. Com a extinção da linha dinástica dos Eleitores Palatinos em 1685, a linha do Palatinado-Neuburgo acabou por herdar a dignidade de Príncipe Eleitor fazendo de Düsseldorf a sua capital até que os eleitores palatinos herdaram o Eleitorado da Baviera, em 1777.

### A revolução francesa e o Grão-Ducado de Berg

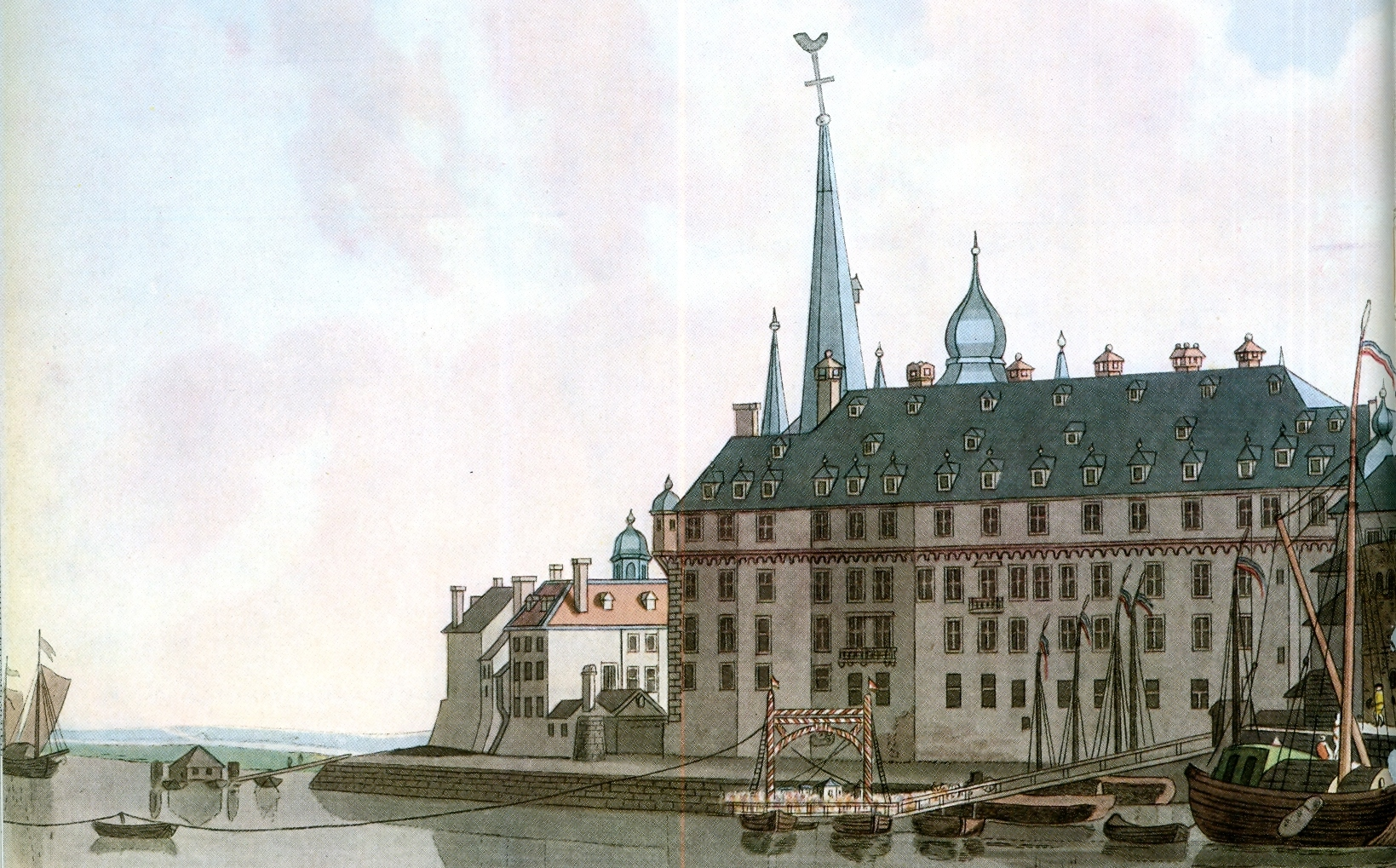
O palácio ducal de Düsseldorf, 1798 cobre gravado por Laurenz Janscha. O palácio foi destruído por um incêndio em 1872.

As guerras napoleónicas, originaram a ocupação francesa (1794–1801) e a anexação, em 1801, de Jülich (em francês:  Juliers), separando os dois ducados de Jülich e de Berg. Em 1803 Berg separou-se dos outros territórios bávaras, ficando na posse de um ramo cadete dos Wittelsbach.
Em 1806, com a reorganização das terras alemãs, na sequência da extinção do Sacro Império Romano-Germânico, Berg tornou-se no Grão-Ducado de Berg, sob o governo do cunhado de Napoleão, Joaquim Murat.
Em 1809, um ano após a promoção de Murat de Grão-Duque de Berg a Rei de Nápoles, o sobrinho mais novo de Napoleão, o Príncipe Napoleão Luís Bonaparte (1804–1831, filho mais velho do irmão de Napoleão, Luís Bonaparte, Rei da Holanda) tornou-se Grão-Duque de Berg; o territorio foi administrado por burocratas franceses em nome da criança. A curta existência do Grão-Ducado chegou ao seu fim com a derrota de Napoleão em 1813 e os acordos de paz que se seguiram.

### Província de Jülich-Cleves-Berg
Em 1815, após o Congresso de Viena, Berg foi integrado numa província do Reino da Prússia: a Província de Jülich-Cleves-Berg. Em 1822 esta província uniu-se ao Grão-Ducado do Baixo Reno para formar a Província do Reno.

## Armorial de Berg
O Brasão de armas de Berg representa um leão vermelho de cauda dupla com coroa, lingua e garras azuis. Este leão teve origem nas armas do Limburgo uma vez que o título de Berg acabou pr seu herdado pelos duques de Limburgo no século XIII.
Descrição heráldica: de Argento, um leão rampante de gules, com cauda bifurcada e cruzada em sautor, coroado, armado e lampassado de azure.

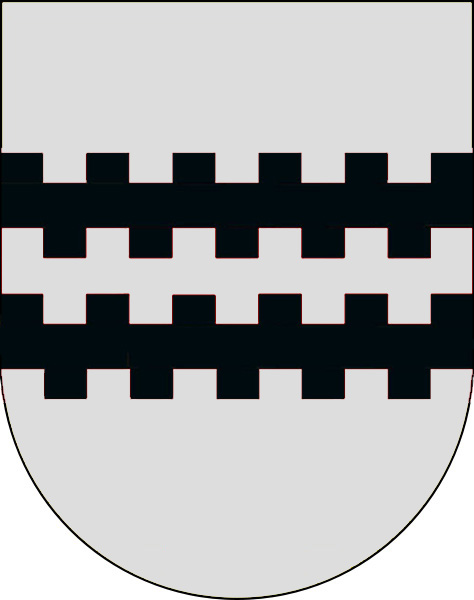
Brasão de Berg (antigo)
Brasão do Ducado de Berg (moderno)
Brasão do Grão-Ducado (1806-1809)
Brasão do Grão-Ducado (1809-1813)

O Brasão de Armas de Murat combinava o leão vermelho de Berg com as armas do ducado de Cleves. A Ancôra e o bastão representam os cargos de Grande Almirante e de Marechal do Império respetivamente, detidos por Murat. Como marido de Carolina Bonaparte, irmã do imperador, ele tinha ainda o direito a usar a águia imperial.
Em 1809, quando o Grão-Ducado passou para o príncipe Napoleão Luís, o brasão foi simplificado pela exclusão da âncora (de Almirante) e dos bastões (de Marechal).